# 阿哈龙·卡齐尔
阿哈龙·卡齐尔-卡恰尔斯基（希伯來語：‎，1914年9月15日—1972年5月30日）是一位以色列生物聚合物电化学研究先驱。1972年5月30日，他在卢德国际机场扫射事件中遇难。 

## 简历
1914年阿哈龙出生于波兰罗兹，1925年随便宜移民至巴勒斯坦托管地，在那任教于耶路撒冷希伯来大学，后来使用了希伯来语姓氏“卡齐尔”。
1972年在导致26人死亡、80人受伤的特拉维夫本-古里安国际机场恐怖袭击事件中罹难。他的弟弟伊弗雷姆·卡齐尔在1973年当选为以色列第四任总统。

## 荣誉与纪念
- 1961年，卡齐尔因在生命科学方面贡献，与他的学生奥拉·科德姆(Ora Kedem)一起被授予以色列奖[3]；
- 以色列发行了纪念卡齐尔的邮票；
- 月球上的以他的名字命名的卡恰尔斯基陨石坑；
- 由他的儿子-物理学教授阿夫拉姆所组织的，以纪念卡齐尔的特拉维夫大学系列希伯来语演讲：“在革命的熔炉里”，暗指卡齐尔撰写的有关科学发展的流行书籍，一些诺贝尔奖得主如丹尼尔·卡尼曼和阿龙·切哈诺沃以及著名哲学家希拉里·怀特哈尔·普特南都曾在该演讲中都发表过演说[4]；
- 魏茨曼科学研究学院中以卡齐尔命名的一所研究中心[5]；
- 以色列国防部以他的名字设立的奖学金项目。

## 另请查看
- 以色列奖获奖者名单(List of Israel Prize recipients)
- 以色列科技

## 参引资料
1. ↑  . （原始内容存档于2013-02-04）.
2. ↑  .   [2017-07-19]. （原始内容存档于2016-03-03）.
3. ↑  . cms.education.gov.il (Israel Prize official website). （原始内容存档于2010-04-11）.
4. ↑  .   [2017-07-19]. （原始内容存档于2018-10-02）.
5. ↑  .   [2017-07-19]. （原始内容存档于2017-06-21）.